# Липоводолинский поселковый совет (Липоводолинский район)
Липоводолинский поселковый совет (укр. Липоводолинська селищна рада) — входит в состав
Липоводолинского района
Сумской области
Украины.
Административный центр поселкового совета находится в 
пгт Липовая Долина
.

## Населённые пункты совета
- пгт Липовая Долина
- с. Побиванка
- с. Червоная Долина
- с. Червоногорка

## Ликвидированные населённые пункты совета
- с. Сидоренково
- с. Шатравино
- с. Шматково